# Караванна сільська рада
Карава́нна сільська рада (рос. Караванный сельский совет) — сільське поселення у складі Оренбурзького району Оренбурзької області Росії.
Адміністративний центр — селище Караванний.

## Населення
Населення — 3131 особа (2019; 3008 в 2010, 3032 у 2002).

## Склад
До складу сільської ради входять:
| Населений пункт    | Населення, осіб (2002) | Населення, осіб (2010) |
| ------------------ | ---------------------- | ---------------------- |
| Береговий, селище  | 453                    | 448                    |
| Караванний, селище | 2447                   | 2432                   |
| Козачий, хутір     | -                      | 68                     |
| Узловий, селище    | 132                    | 60                     |